# المرصد الملكي في إدنبرة

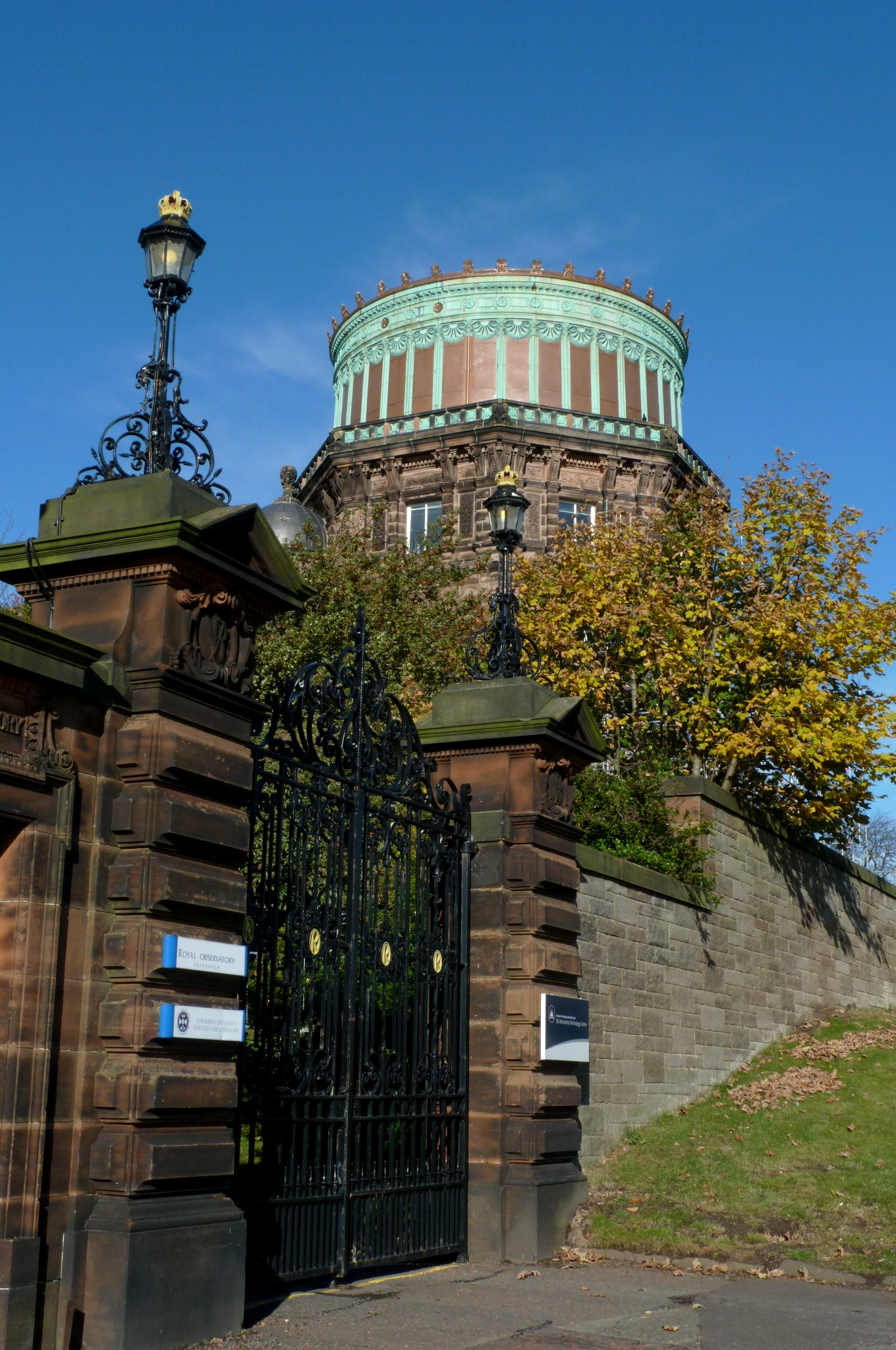
بوابة وبرج المرصد الملكي في إدنبرة سنة 2010

المرصد الملكي في إدنبرة (بالإنجليزية: Royal Observatory Edinburgh)‏ هو مرصد حكومي في مدينة إدنبرة يعود تاريخ تأسيسه إلى سنة 1894. وتعود مسؤولية تشغيله إلى مجلس الخدمات العلمية والتقنية في إسكتلندا Science and Technology Facilities Council (STFC).